# Залізнична будка
Залізнична будка — невеликий населений пункт, дрібне поселення, що має непостійний склад населення і є об'єктом службового призначення на залізниці. Такі поселення не реєструються у КОАТУУ.
Залізничні будки призначені для постійного перебування на визначених ділянках залізниці службовців задля оперативного виконання ними службових обов'язків під час обслуговування залізничної інфраструктури.
З автоматизацією сигнальних мереж на залізницях значення залізничних будок в розвитку залізничного транспорту та як типу поселення втрачає свою вагу.

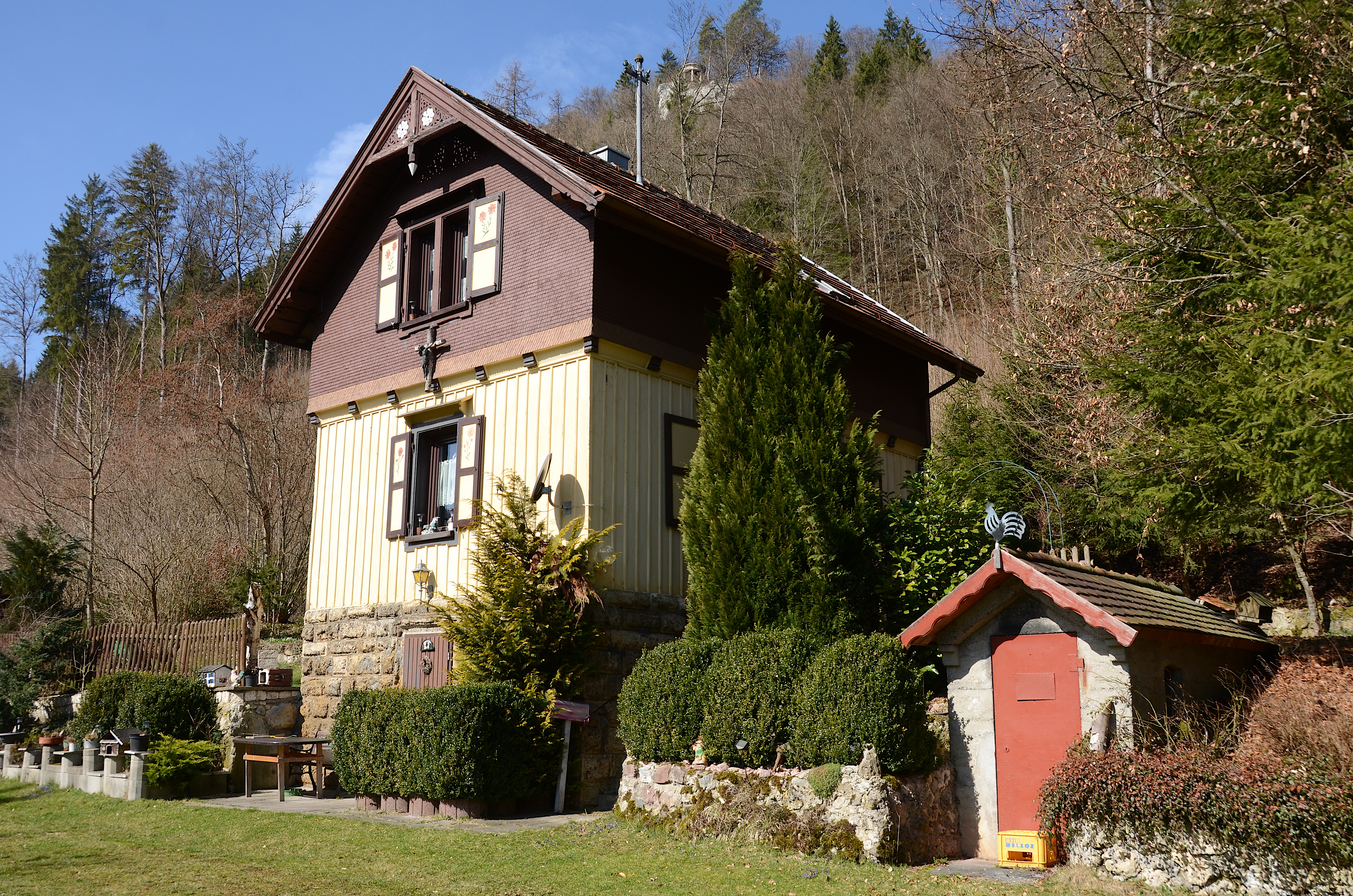
Будка на території парку Верхів'я Дунаю
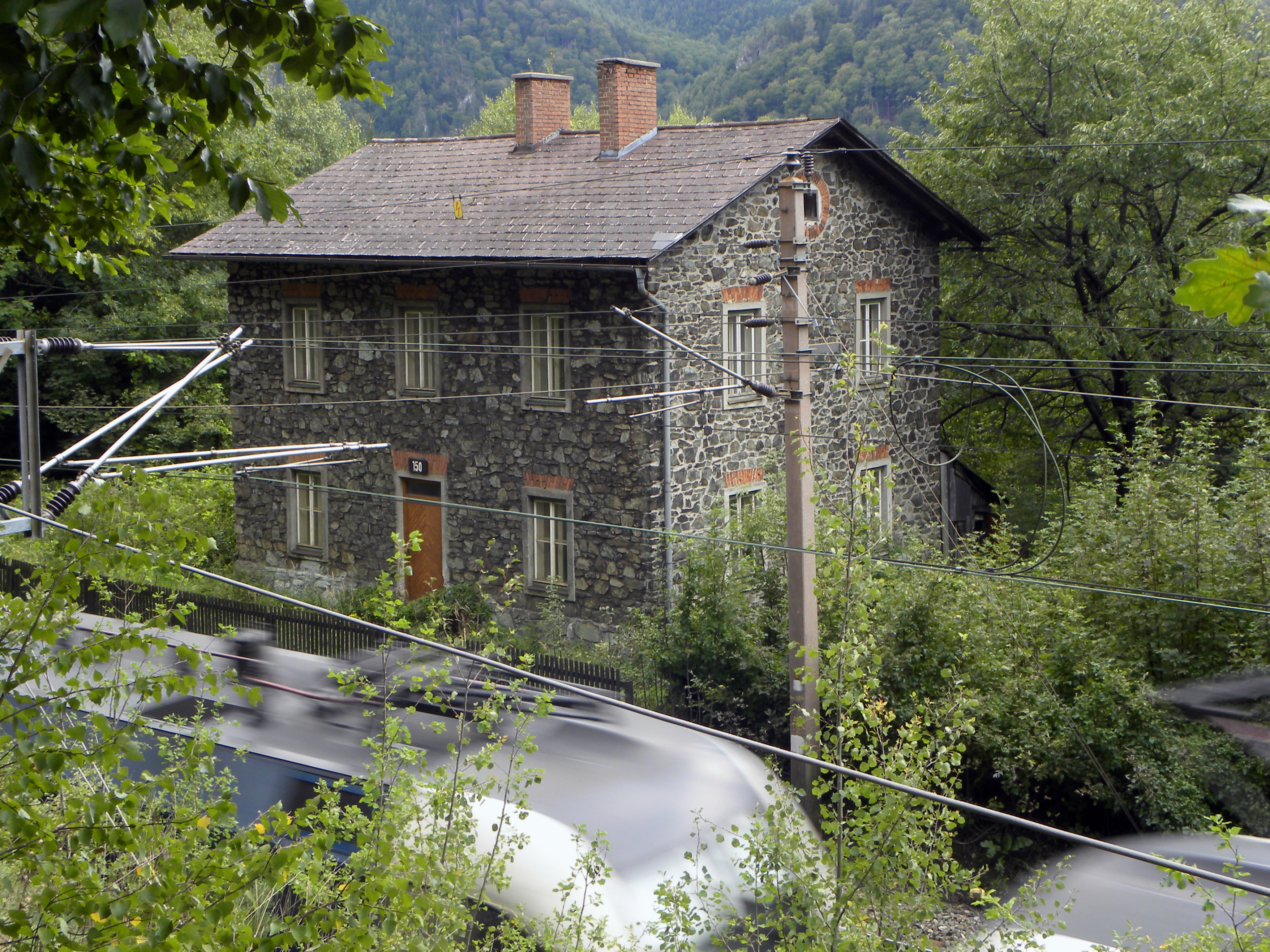
Будка в Глогніцу на залізниці Земмерінгбан
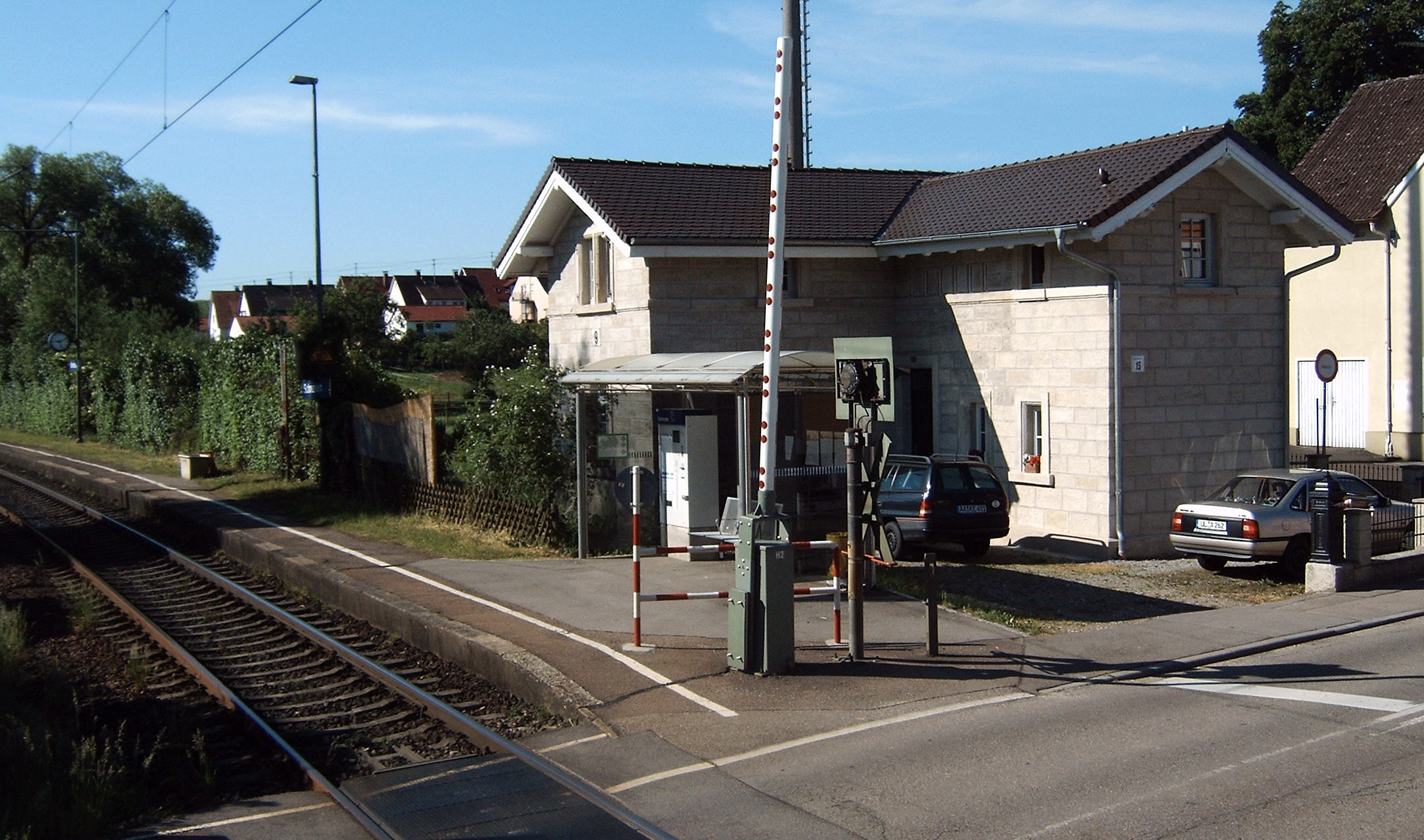
Будка на залізничному переїзді поблизу Елльвангена
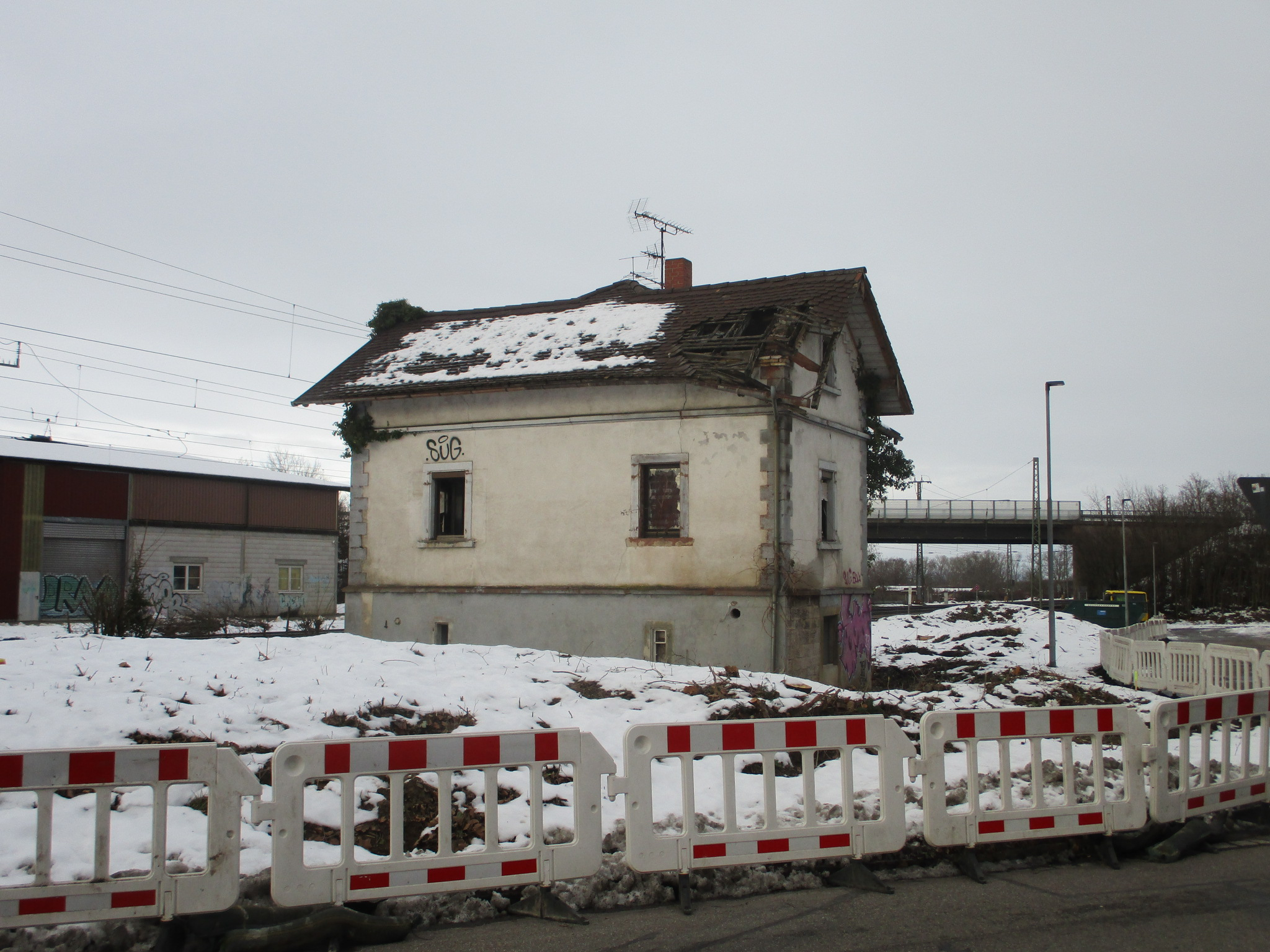
Будка в Мюлльгаймі
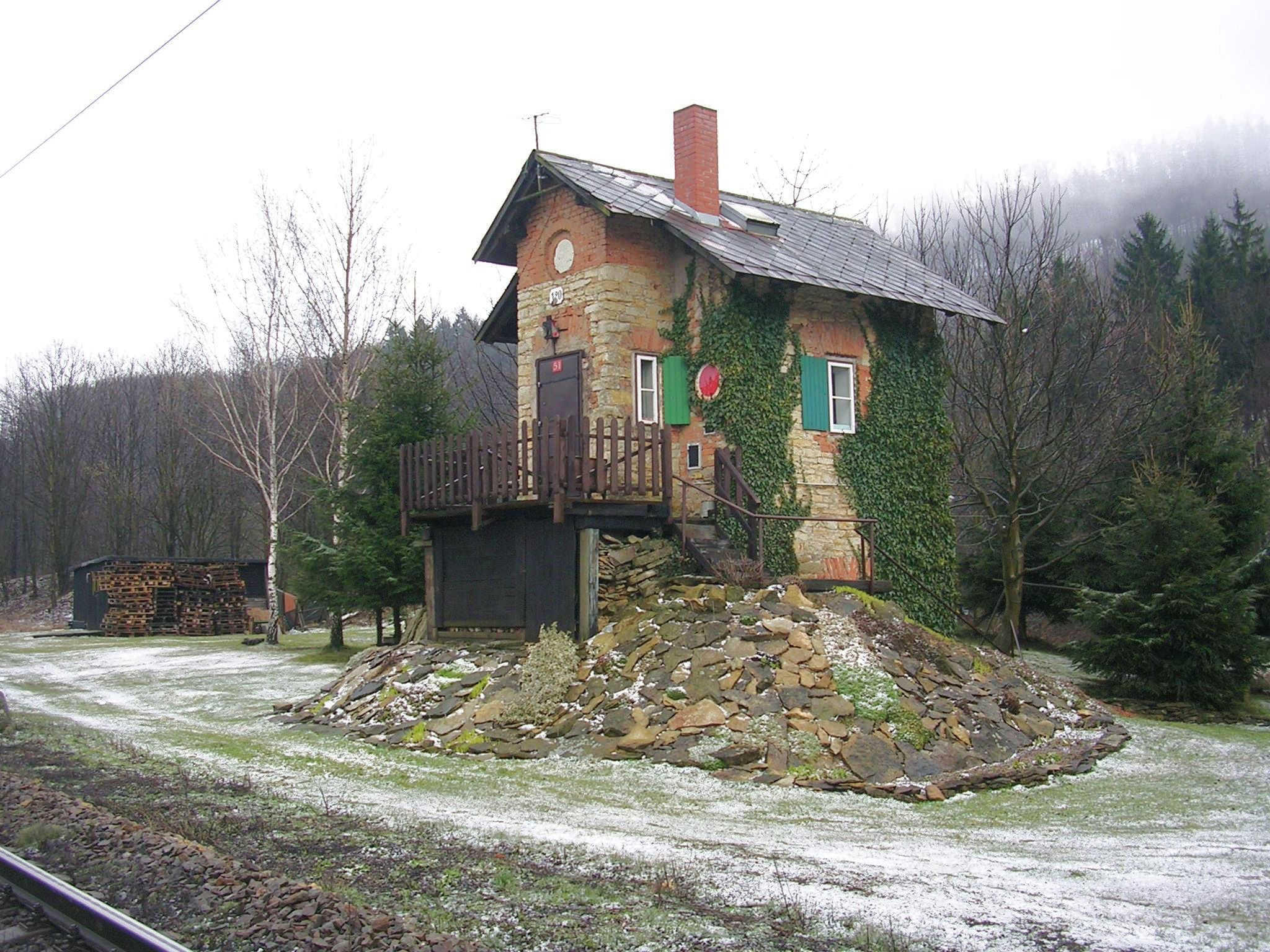
Будка в Чехії
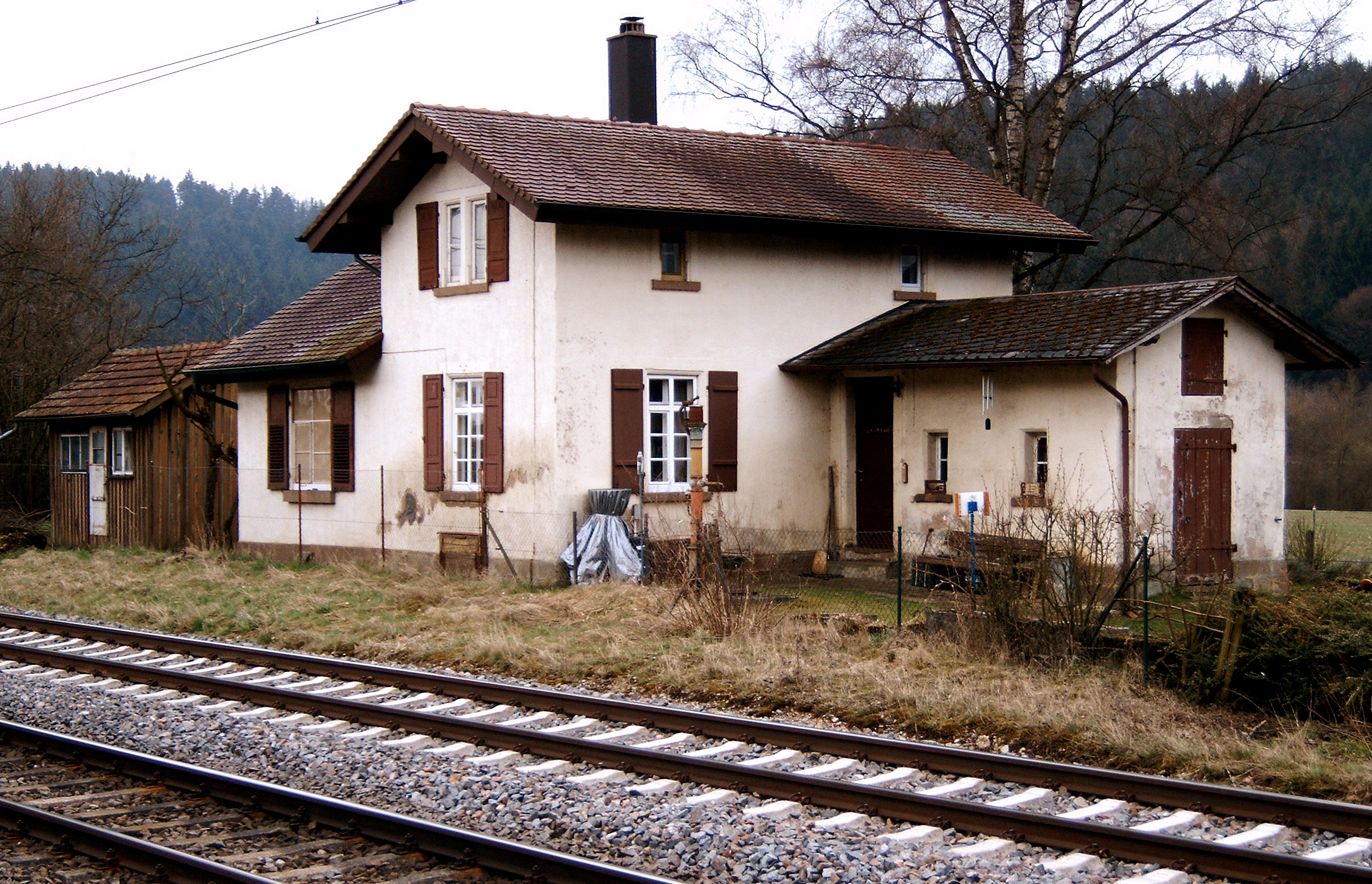
Будка у Вюртемберзі